# Sepp Thaler
Joseph (Sepp) Thaler (Auer bij Bozen, Bozen-Zuid-Tirol, 9 juni 1901 – Bozen, 10 maart 1982) was een Oostenrijks-Italiaans componist, dirigent, organist en muziekpedagoog.

## Levensloop
Thaler kreeg van 1908 tot 1913 piano- en zangles bij Nikolaus Pfaffstaller in Auer. Naast zijn opleiding aan de Handelsschool in Feldkirch, Vorarlberg, kreeg hij orgelles bij Alois Both en kon in 1918 in zijn geboortedorp Auer organist in de kerk werden. Deze functie bekleedde hij tot 1939 en van 1947 tot 1970. 
Van 1921 tot 1939 was hij eveneens dirigent van de Musikkapelle Auer en van 1933 tot 1936 verder van de Zwölfmalgreiner Kapelle in Bozen. Van 1939 tot 1944 werkte hij als directeur van de Zuid-Tiroler cultuur-groep in Innsbruck. Gedurende deze periode studeerde hij compositie bij Josef Eduard Ploner. In 1945 kwam Thaler als kapelmeester en koorleider naar Kaltern in Zuid-Tirol terug. Sinds 1947 was hij ook weer dirigent van de Musikkapelle Auer. In 1948 werd hij Landeskapellmeister van de federatie van Zuid-Tiroler harmonieorkesten. 
Hij werd onder andere onderscheiden met de Walther von der Vogelweide-Prijs en hij werd benoemd tot Ehrenverbandskapellmeister van de federatie van Zuid-Tiroler harmonieorkesten.
Als componist schreef hij 3 zangspelen, kerkmuziek, koorwerken en vooral werken voor harmonieorkest.

## Composities

### Werken voor harmonieorkest
- 1944 Mein Heimatland, mars
- 1951 Die Etsch, symfonisch gedicht
  1. Ursprung
  2. Mittellauf
  3. Mündung
- 1952 Innsbrucker Jungschützen, mars
- 1957 Dolomitenzauber, romantische ouverture
- 1960 Melodien aus Tirol, selectie
- 1960 Twee treurmarsen
- 1961 Intrada brevis
- 1961 Concert ouverture in Es-groot
- 1961 Präludium heroicum
- 1963 Märchenland, ouverture
- 1963 Mein Vorarlberg, mars
- 1967 Festliche Intrade
- 1969 Südtiroler Land, ouverture
- 1971 Am schönen Kalterer See', wals
- 1972 Luis-Trenker-Marsch
- 1973 Der große Tag, feestelijk voorspel
- 1974 Drie processiemarsen
- 1975 Etschtalklänge, selectie van liederen
- 1975 Dolomitensagen, suite
  1. Zwergentanz und Huldigung
  2. Elfen-Reigen
  3. König Laurins Zauberreich
- 1976 Liebe auf den ersten Blick, wals
- 1979 Aus der Jugendzeit, suite
- 1980 Bergfahrt, ouverture
- 1980 Bad-Wiessee-Fanfare
- 1981 Urlaub in Südtirol, ouverture
- 1982 Musik in Dur und Moll aus Nord- und Südtirol
- 1982 Elegische fantasie, voor tenorhoorn en harmonieorkest
- Am schönen blauen Bodensee, concertwals
- Fahnen-Marsch
- Franz Josef Strauß-Marsch
- Gruß aus Auer-Marsch
- Gratscher Jubiläums-Marsch
- Helmuth Valtiner-Marsch
- Mein schönes Südtirol, mars
- Peter Sigmair-Marsch
- Pustaklänge-Marsch
- Roland Riz-Marsch
- Schloß Auer- Marsch
- Schloß Sigmundskron, concertmars
- Südtiroler Feuerwehr-Marsch
- Überetscher Buam-Marsch
- Untermaiser Feuerwehr-Marsch

### Missen en gewijde muziek
- 1961 Requiem für Blasorchester, voor harmonieorkest
- 1962 Religiöser Marsch
- 1966 Unser Gotteslob, bewerkingen voor harmonieorkest uit het zangboek voor de Rooms-Katholieke Kerk
- 1973 Harmoniemesse

### Muziektheater
- "'s Goldwasserle", zangspel

### Werken voor koren
- Der Hohlnerwein, voor mannenkoor
- Der Leps, voor mannenkoor
- Kirchtig in Unterland, voor mannenkoor
- Perlagger-Lied, voor mannenkoor

## Publicaties
- W. J. Kostner: Sepp Thaler (1901–1982), Dipl.arb. (Dissertatie), Salzburg-Innsbruck, 1999.

- Gemeinsame Normdatei: 119142635
- Virtual International Authority File: 3274201
- WorldCat: E39PBJfcJcVf9rvpYxQdpGMgKd